# Пълномощно (шаблон)
Пълномощно (на английски: Proxy) е структурен шаблон за дизайн, който се използва в обектно-ориентираното програмиране.